# The Channel
The Channel — ночной клуб в Бостоне, в 1980-е годы являвшийся одним из наиболее известных мест выступлений рок-групп в США.
Здание клуба располагалось в Бостоне по адресу Некко-стрит, 25 и вмещало около 1 700 посетителей. Клуб был открыт весной 1980 года в районе Форт-Пойнт на месте бывшего диско-клуба Mad Hatter. Изначально заведение ориентировалось на музыку «новой волны», но со временем стало собрало вокруг себя коллективы, исполняющие панк-рок, метал и хардкор. В клубе выступали тысячи групп и артистов, среди которых Metallica, James Brown, The Pixies, Iggy Pop, The Ramones, Motörhead, The Cars, New Order, Slayer, Minor Threat, Run-D.M.C., Bad Brains, Bauhaus и многие другие. Звуковое оборудование было спроектировано известным звукоинженером Динки Доусоном.
В 1991 году совладельцы клуба решили продать свою долю группе бизнесменов, которых подозревали в связях с организованной преступностью. Из-за конфликтов между собственниками, вылившихся в ряд взаимных обвинений и попыток банкротства, заведение просуществовало ещё некоторое время, но в 1993 году было окончательно прекратило существование. На месте The Channel возник мужской клуб Soirée Gentleman’s Club.
В 2015 году музыкальный канал VH1 включил The Channel в список 10 легендарных хеви-металлических клубов. «Объединивший бостонскую университетскую богему и грубый рок-н-ролл Южного Бостона, The Channel доминировал на городской сцене хард-н-хеви на протяжении 1980-х годов» — писал журналист Майк Макпадден.